# Uhrenmuseum (Wien)

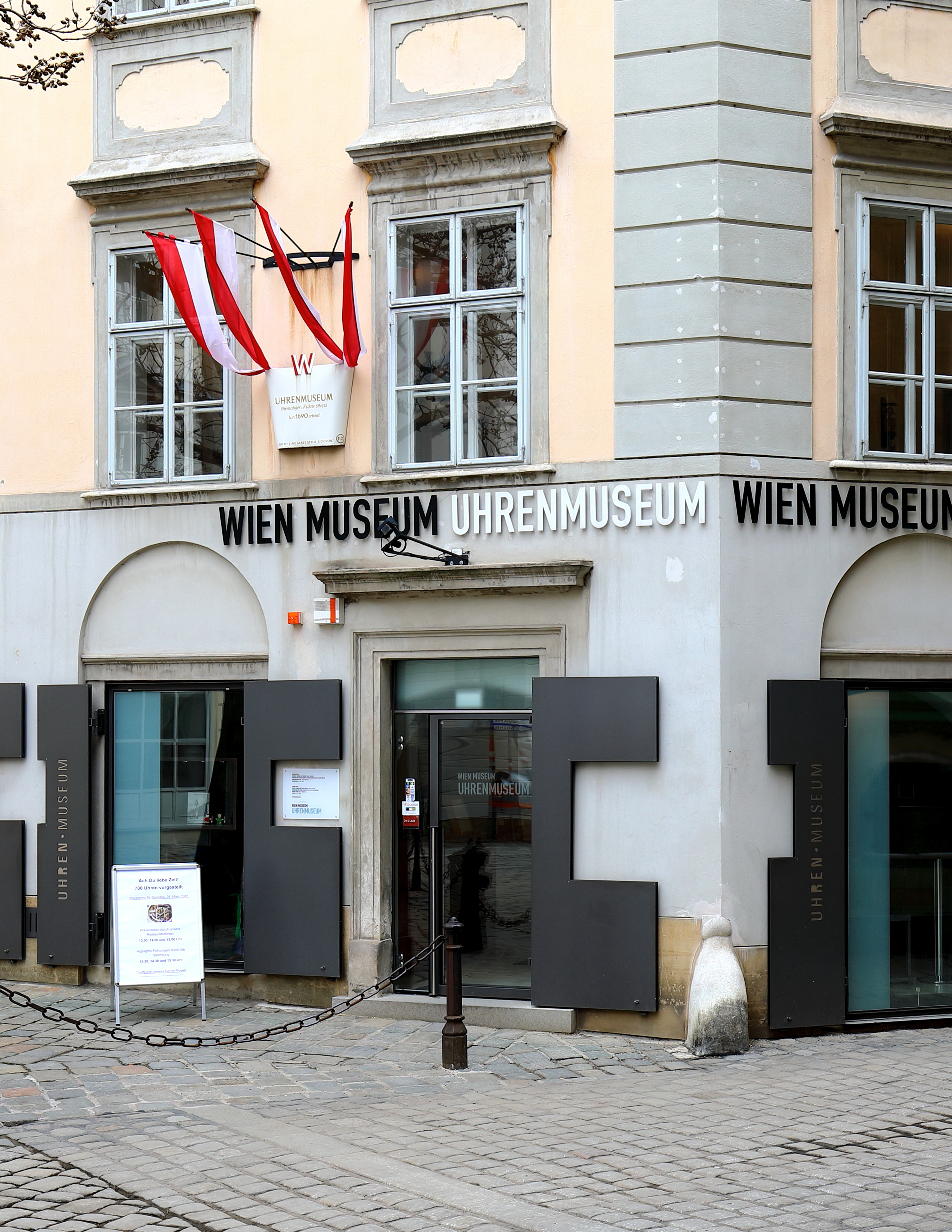
Eingangsbereich des Uhrenmuseums

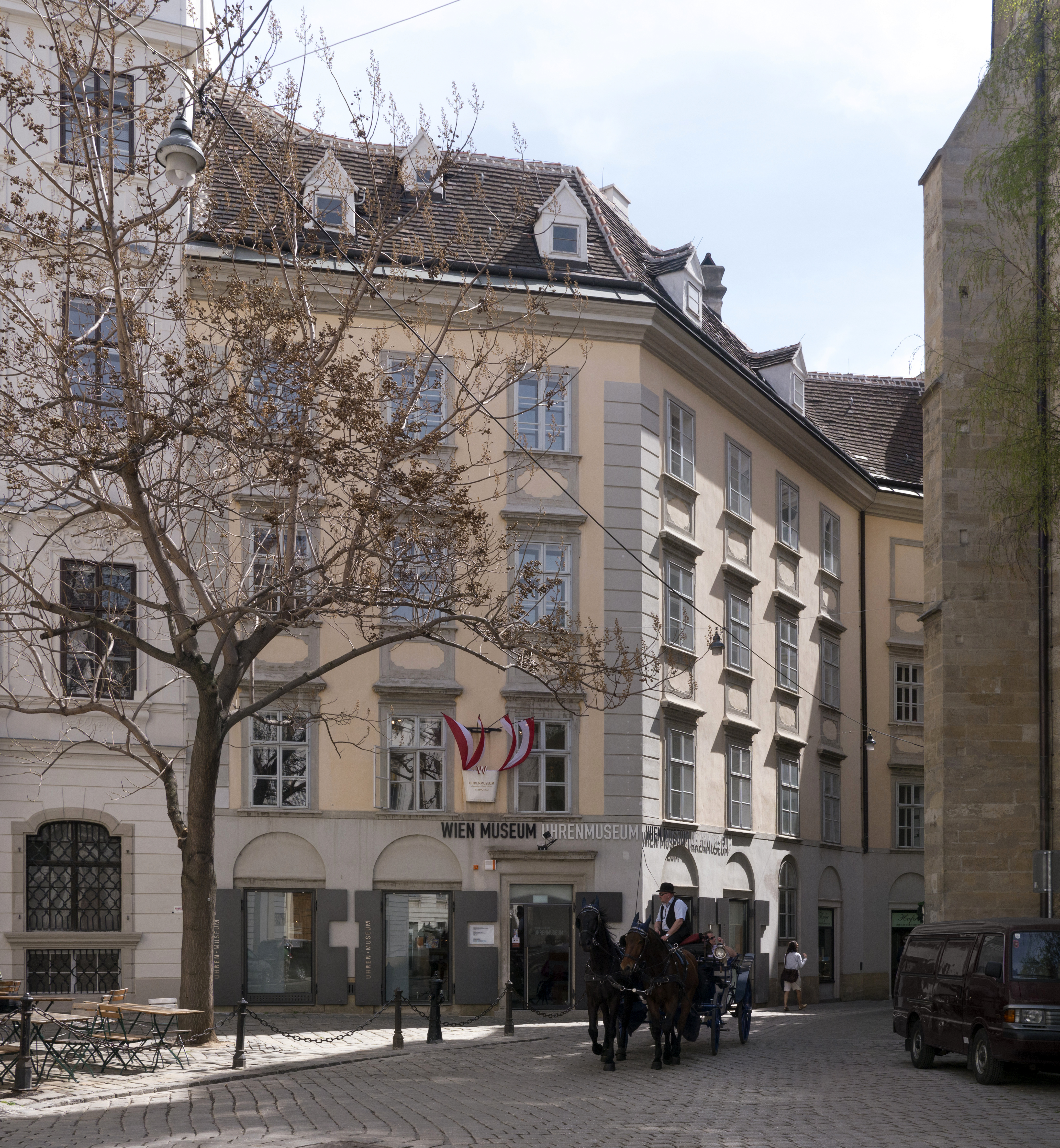
Uhrenmuseum im Palais Obizzi

Das Uhrenmuseum ist ein Museum der Stadt Wien. Es befindet sich in einem der ältesten Häuser Wiens, dem Palais Obizzi (auch: Harfenhaus) im 1. Wiener Gemeindebezirk Innere Stadt.

## Geschichte

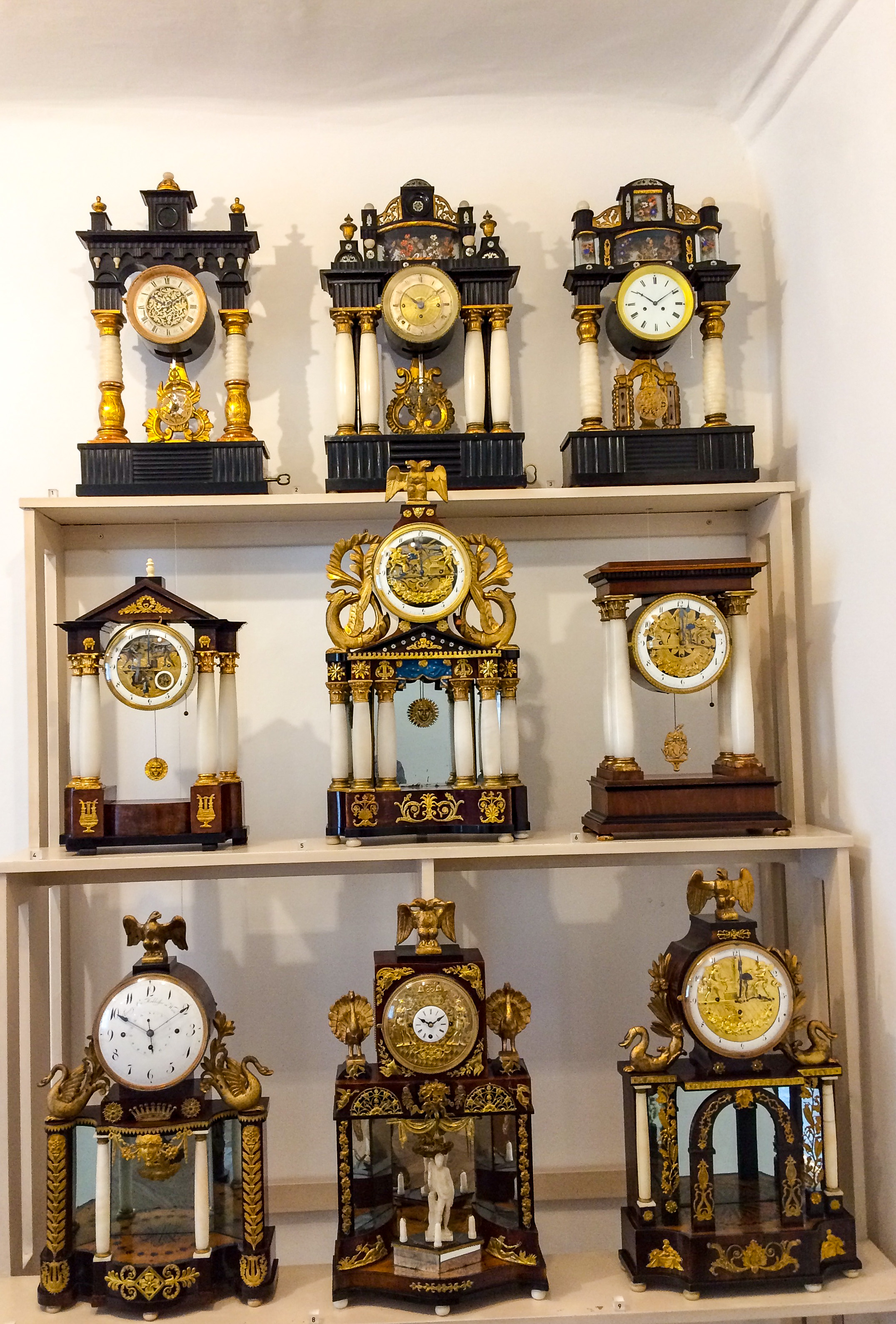
Antike Uhren im Uhrenmuseum Wien

Am 4. Mai 1917 beschloss der Gemeinderat der Stadt Wien, ein Uhrenmuseum zu gründen. Anlass war das an Bürgermeister Richard Weiskirchner (1861–1926) herangetragene Angebot des Kaufs der 10.000 Exemplare umfassenden Uhrensammlung des oberösterreichischen Mittelschullehrers Rudolf Kaftan (* 1870 in Haslach an der Mühl; † 1961) sowie, damit verbunden, die Einrichtung eines unter der Leitung Kaftans stehenden Fachmuseums. Noch im selben Jahr wurde der Stadt von den Erben der Schriftstellerin Marie von Ebner-Eschenbach (1830–1916) deren nachgelassene Uhren um 301.000 Kronen offeriert, so der Betrag bis 15. Juli 1917 aufgebracht sein würde. Dies gelang durch Spenden von Karl von Škoda (1878–1929) sowie Bernhard Wetzler (1839–1922), Wiener Großindustrieller und Mitglied des Herrenhauses. Im Hinblick auf die zukünftige Finanzierung der Institution konstituierte sich am 20. Juni 1917 der Verein Freunde des Uhrenmuseums der Stadt Wien, dessen Schirmherrschaft von Bürgermeister Weiskirchner übernommen wurde.
Im Palais Obizzi, seit 1901 Eigentum der Stadt Wien, wurde zunächst in der im dritten Stock gelegenen Wohnung Kaftans das Uhrenmuseum eingerichtet. Das Museum wurde am 30. Mai 1921 eröffnet und Kaftan zu dessen Direktor ernannt. Er brachte 8000 Uhren und eine umfangreiche Fachbibliothek in das Museum ein. Bis zur Eröffnung waren bereits die Sammlung Leiner mit 100 Stockuhren und 400 Uhren der Sammlung Nicolaus angekauft worden. In der Zeit des Nationalsozialismus gingen Uhren enteigneter, zum Verkauf gezwungener oder deportierter Juden in den Besitz des Museums über. So war dem jüdischen Uhrmachermeister Alexander Grosz (* 1869 in Újvidék), der eine große Uhrensammlung zusammengetragen hatte und in Wien eine Werkstatt mit Ladengeschäft in der Wipplingerstraße im 1. Bezirk führte, 1939 der Gewerbeschein entzogen und die Firma anschließend liquidiert worden. Grosz und seine Frau Clara (* 1874) emigrierten in die USA; Grosz’ Warenlager wurde bereits vor dessen Emigration aufgelöst. Das Uhrenmuseum kaufte mit Rabatt 70 Uhren und Uhrwerke zum Preis von 885,40 Reichsmark von dem kommissarischen Verwalter Josef Berger. Von den 70 Uhren waren nach Ende des Zweiten Weltkriegs noch 40 vorhanden, darunter eine Barock-Standuhr aus der Zeit um 1750 sowie Taschenuhren um 1800. Ihre Restitution an seine Rechtsnachfolger ist vorgesehen. Auch gingen im November 1941 Uhren aus der Sammlung Albert Pollaks († 1943), auf die das Museum in einer Wunschliste Anspruch angemeldet hatte, an das Museum. Während des Zweiten Weltkriegs war das Museum geschlossen, die Sammlung wurde ausgelagert und in Schlössern in Niederösterreich untergebracht. Ein Teil der Uhren ging verloren, darunter 230 Formuhren aus der Sammlung von Marie von Ebner-Eschenbach; 40 blieben erhalten. Kaftan leitete das Museum bis zu seinem Tod im Jahr 1961. Heute ist das Uhrenmuseum eine Außenstelle des Wien Museums.

## Ausstellung

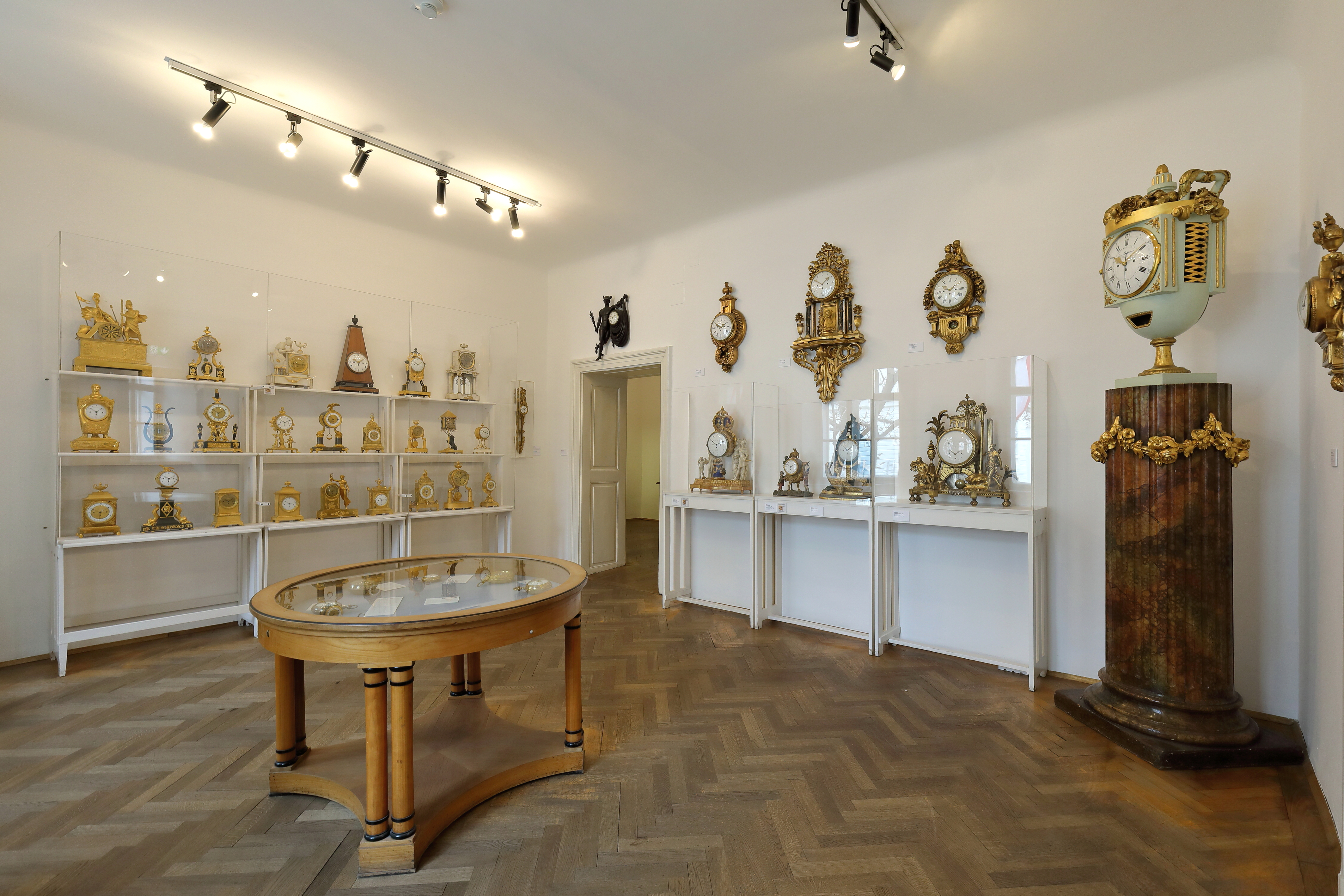
Raum Nr. 6 mit Tisch-, Reise-, Taschen- und Kommodenstanduhren

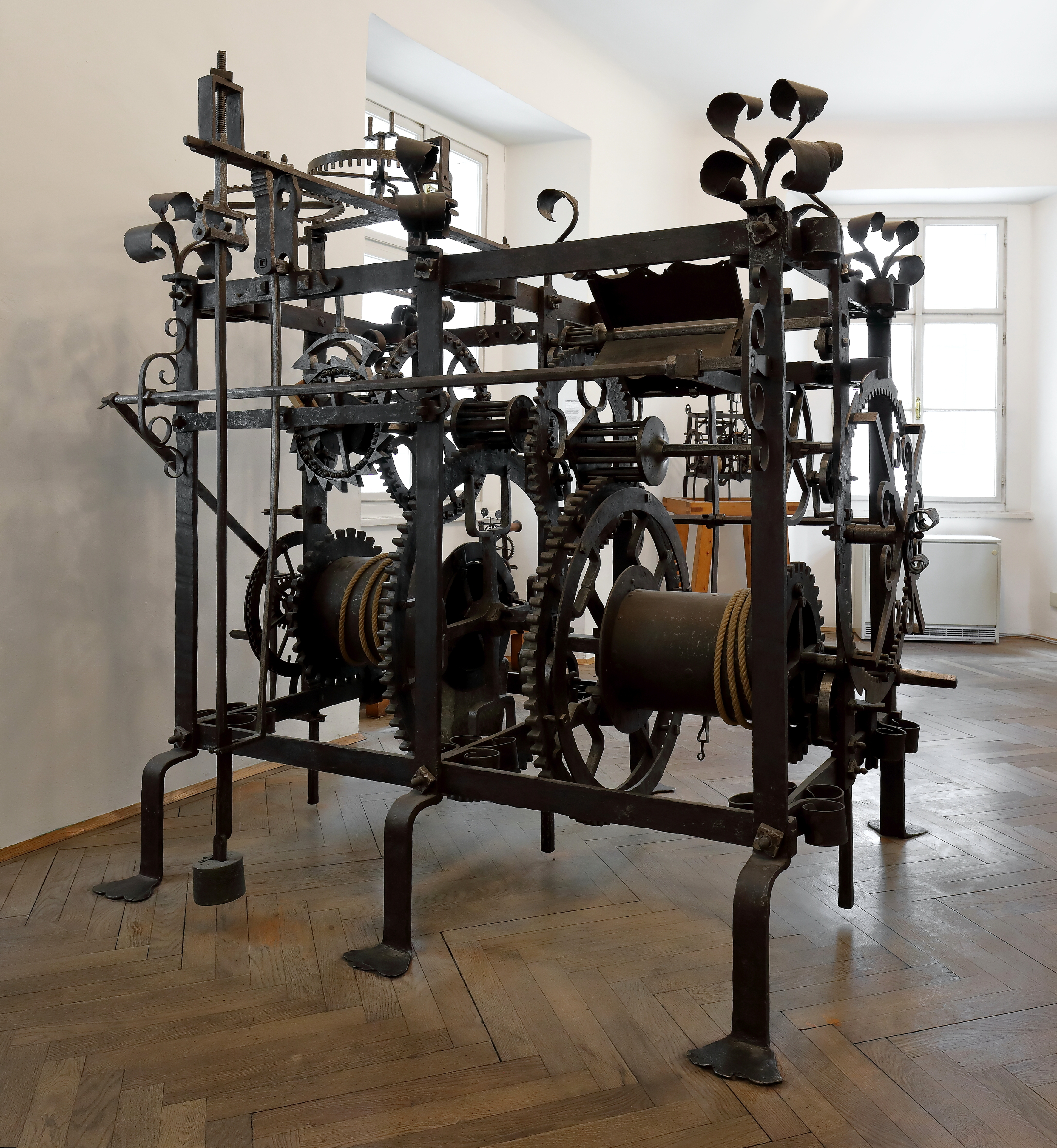
Ehemalige Turmuhr des Stephansdomes (1699)

Ausgestellt werden auf drei Etagen in 19 Räumen rund 700 Uhren, die die Entwicklung der Uhrentechnik seit dem 15. Jahrhundert dokumentieren. Eines der ältesten Exponate ist eine Turmuhr aus der ersten Hälfte des 15. Jahrhunderts. Ein weiteres bedeutendes Ausstellungsobjekt ist das Turmuhrwerk des Stephansdoms, das Joachim Oberkircher 1699 baute; aus dem Stephansdom stammt außerdem die astrologische und astronomische Bodenstanduhr. Eine besondere Arbeit des 18. Jahrhunderts ist eine astronomische Kunstuhr von David Ruetschmann. Im Museum gezeigte Taschenuhren stammen aus französischen und Schweizer Werkstätten, darunter von Ferdinand Berthoud, Abraham Louis Breguet und Bordier. Aus dem Besitz der Schauspielerin und Vertrauten Kaiser Franz Josephs I., Katharina Schratt, wird eine Standuhr gezeigt, die sich in deren Villa in Bad Ischl, der kaiserlichen Sommerresidenz, befand. Eine Besonderheit ist die Kanonenuhr, bei der die Kanone als Gehäuse dient und sich das Uhrwerk in einem Rad befindet. Weitere 3000 bis 4000 Uhren werden im Depot verwahrt.